# Muriel Rukeyser
Muriel Rukeyser (15 de diciembre de 1913 - 12 de febrero de 1980) fue una poeta, ensayista, biógrafa, novelista, guionista y activista política estadounidense. Escribió en varios géneros literarios y abordó cuestiones relacionadas con la justicia racial, de género y de clase, la guerra y los crímenes de guerra, la cultura judía y la diáspora, la historia, la política y la cultura estadounidenses. Kenneth Rexroth dijo que Rukeyser era la poeta más grande de su época, mientras que Adrienne Rich escribió que ella era "nuestra Coleridge del siglo XX; nuestra Neruda".
Su poema "Ser judío en el siglo XX" (1944), sobre el tema del judaísmo como un don, fue adoptado por los movimientos reformista y reconstruccionista estadounidense para sus libros de oración, algo que Rukeyser dijo que la "asombró", ya que se había mantenido distante del judaísmo durante sus primeros años. 

## Biografía
Muriel Rukeyser nació el 15 de diciembre de 1913, hija de Lawrence y Myra Lyons Rukeyser.  Asistió a la Ethical Culture Fieldston School, una escuela privada en el Bronx, luego al Vassar College en Poughkeepsie. De 1930 a 1932 asistió a la Universidad de Columbia.
Su carrera literaria comenzó en 1935 cuando su libro de poesía Theory of Flight, basado en lecciones de vuelo que tomó y que fue elegido por el poeta estadounidense Stephen Vincent Benét para su publicación en la Yale Younger Poets Series.
Rukeyser participó como activista política progresista durante toda su vida. A los 21 años, cubrió el caso Scottsboro en Alabama, luego trabajó para la International Labor Defense, que manejó las apelaciones de los acusados. Escribió para el Daily Worker y diversas publicaciones, entre ellas Decision y Life & Letters Today, para las que cubrió la Olimpiada Popular de Barcelona, la alternativa del gobierno catalán a las Olimpiadas nazis de Berlín de 1936. En lugar de informar sobre los juegos, fue testigo de los primeros días de la Guerra Civil Española, una experiencia que formó la base de su novela autobiográfica redescubierta, Costa Salvaje, y del largo poema Mediterráneo. Rukeyser viajó a Gauley Bridge, Virginia Occidental, con la cineasta y fotógrafa Nancy Naumburg, para investigar la silicosis recurrente entre los mineros de la zona, lo que resultó en su obra maestra modernista, el poema documental El libro de los muertos. Durante y después de laSegunda Guerra Mundial, dio una serie de conferencias, tituladas La verdad utilizable, sobre arte y política en tiempos de crisis, luego publicadas en 1949 como La vida de la poesía. Desde el final de la guerra hasta el período del macartismo, fue objeto de ataques literarios y políticos sexistas que afectaron su trayectoria profesional y sus oportunidades de publicación, mientras que el FBI compiló un grueso archivo sobre ella como sospechosa de ser comunista.
En las décadas de 1960 y 1970, cuando Rukeyser presidía PEN America, su feminismo y su oposición a la guerra de Vietnam atrajeron a una nueva generación a su poesía. El poema que da título a su último libro, The Gates, se basa en su intento fallido de visitar al poeta coreano Kim Chi-Ha en el corredor de la muerte en Corea del Sur. En 1968, firmó el compromiso de "Protesta de Escritores y Editores contra el Impuesto de Guerra ", prometiendo rechazar el pago de impuestos en protesta contra la Guerra de Vietnam.
Rukeyser murió en Nueva York el 12 de febrero de 1980 a causa de un derrame cerebral, siendo la diabetes un factor contribuyente. Al momento de su fallecimiento, Rukeyser tenía 66 años.

## Vida personal
Rukeyser era bisexual. En 1936 viajadó a España para cubrir la Olimpiada Popular para la revista literaria Vida y Letras. Estalló la Guerra Civil Española y durante su estancia de cinco días se enamoró de Otto Boch, un atleta comunista alemán que se ofreció como voluntario para luchar contra los fascistas y que luego fue asesinado. Esa experiencia fue evocada en “Ser judío en el siglo XX”. Además, su agente literaria, Monica McCall, fue su pareja durante décadas.

## Obras

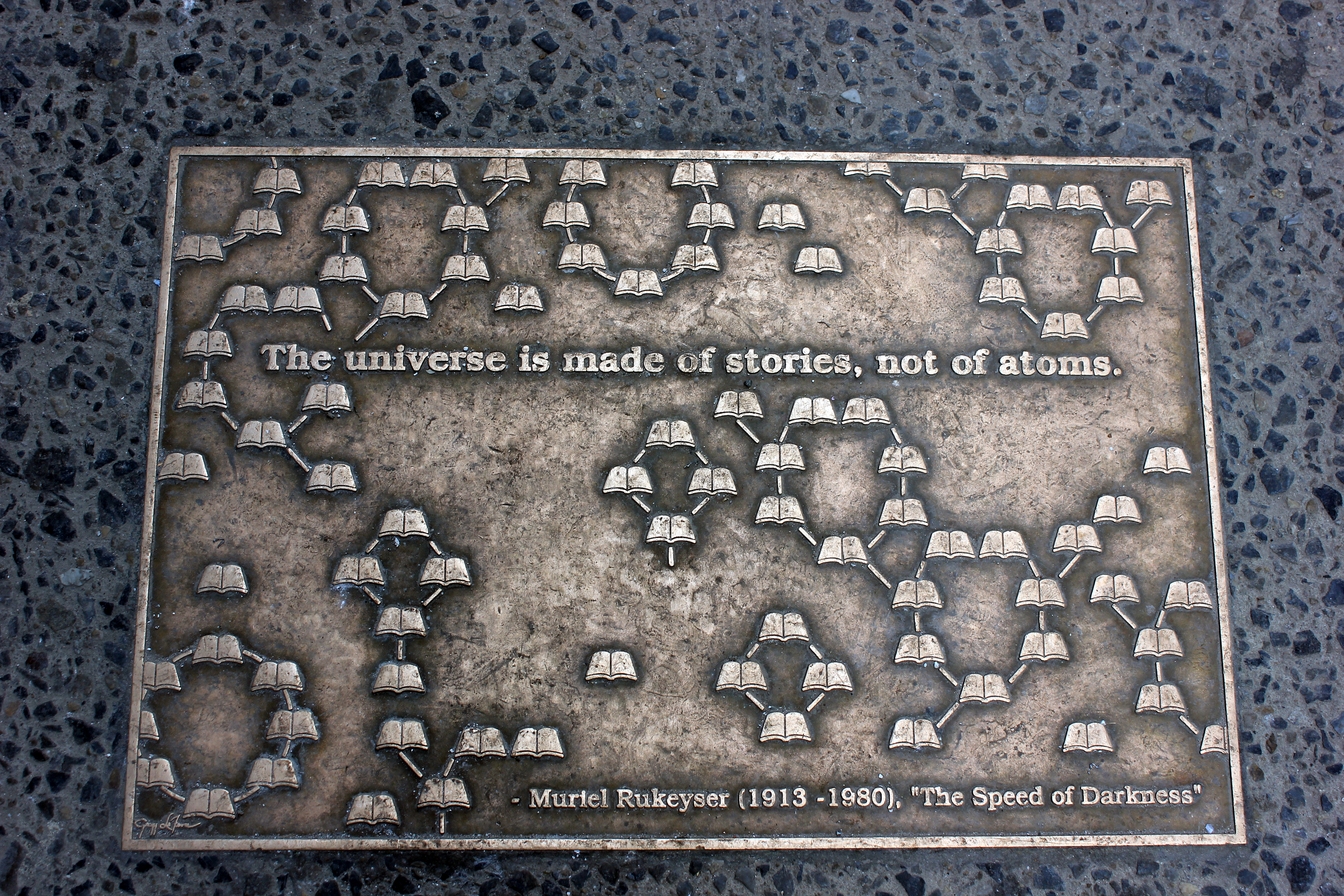
Placa con una frase de un poema de Rukeyser en la Sede de la Biblioteca Pública de Nueva York.

### Poesía
- Theory of Flight (1935)
- Mediterranean (1938)
- U.S. 1: Poems (1938)
- A Turning Wind: Poems (1939)
- The Soul and Body of John Brown (1940)[9]
- Wake Island (1942)
- Beast in View (1944)
- The Green Wave: Poems (1948)
- Orpheus (1949)
- Elegies (1949)
- Selected Poems (1951)
- Body of Waking: Poems (1958)
- Waterlily Fire: Poems 1935-1962 (1962)
- The Outer Banks (1967)
- The Speed of Darkness: Poems (1968)
- 29 Poems (1972)
- Breaking Open: New Poems (1973)
- The Gates: Poems (1976)

### Ficción
- Savage Coast : A Novel (2013)[10]

### Teatro
- The Middle of the Air (1945)
- The Colors of the Day: A Celebration of the Vassar Centennial (1961)
- Houdini (1973)[11]

### Libros infantiles
- Come Back, Paul (1955)[12]
- I Go Out (1961)[13]
- Bubbles (1967)[14]
- Mazes (1970)[15]
- More Night (1981).[16]

### No ficción
- Willard Gibbs: American Genius, biografía (1942)[13]
- One Life, biografía (1957)
- The Orgy: An Irish Journey of Passion and Transformation, memorias (1965)[17]
- The Traces of Thomas Hariot, biografía (1971)
- The Life of Poetry, crítica literaria (1996)[18]